# Bremia podophyllae
Bremia podophyllae är en tvåvingeart som beskrevs av Ephraim Porter Felt 1907. Bremia podophyllae ingår i släktet Bremia och familjen gallmyggor. Inga underarter finns listade i Catalogue of Life.